# ناکانداوالا
ناکانداوالا (به لاتین: Nakandawala) یک منطقهٔ مسکونی در سری‌لانکا است که در استان جنوبی (سری‌لانکا) واقع شده‌است.